# Thomas Astle
Thomas Astle (22 décembre 1735 - 1er décembre 1803) est un antiquaire et paléographe anglais. Il est membre de la Society of Antiquaries et de la Royal Society.

## Biographie
Astle est né le 22 décembre 1735 à Yoxall aux confins de Needwood Forest dans le Staffordshire, fils de Daniel Astle, gardien de la forêt. Il fait un stage chez un avocat, mais n'exerce pas sa profession et se rend à Londres, où il est employé pour faire un index au catalogue des manuscrits harléiens, imprimé en 1759, 2 volumes, in-folio .
Astle est élu membre de la Society of Antiquaries of London en 1763, et à peu près au même moment, George Grenville l'emploie pour organiser des papiers et d'autres questions qui nécessitent une connaissance de l'écriture ancienne, et le nomme, avec Sir Joseph Ayloffe (en) et Andrew Coltee Ducarel, comme membres d'une commission chargée de superviser la réglementation des archives publiques à Westminster. À la mort de ses deux collègues, John Topham est nommé ; lui et Astle sont démis de leurs fonctions sous l'administration de Pitt. Les mêmes personnes sont nommées par une commission royale en 1764 pour superviser le classement des archives de l'État et du conseil conservées au State Paper Office de Whitehall. En 1765, Astle est nommé receveur général de six pence dans la livre sur la liste civile et, le 18 décembre de la même année, il épouse Anna Maria, fille unique et héritière du révérend Philip Morant, l'historien de l'Essex ,.
En 1766, Astle est admis membre de la Royal Society et, la même année, consulté par un comité de la Chambre des lords au sujet de l'impression des anciens documents du Parlement. Il propose d'employer son beau-père à ce travail, et lui succède à sa mort en 1770. Après la mort en 1775 d'Henry Rooke, greffier en chef du Record Office de la Tour, Astle est nommé à sa place et au décès de John Shelley, garde des archives, en 1783, il lui succède .
À la mort de Morant en 1770, il entre en possession par sa femme de la bibliothèque de livres et de manuscrits de son beau-père et d'une fortune considérable. Il meurt d'hydropisie dans sa maison de Battersea Rise, près de Londres, le 1er décembre 1803. De sa femme, il a neuf enfants .
Thomas Astle est enterré dans l'église paroissiale de Battersea, qui possède un monument conçu par le sculpteur londonien Charles Regnart .

## Collections et œuvres
Astle réunit la collection privée de manuscrits la plus remarquable du pays. Thomas Percy reconnaît son aide tout en enquêtant sur la littérature de ballade. Il est coordinateur de The Antiquarian Repertory et contribue à Archaeologia et Vetusta Monumenta de la Society of Antiquaries. Dans ce dernier figure sa contribution sur les sceaux écossais inédits. La rédaction de la Taxatio Ecclesiastica et du Calendarium Rotulorum Patentium (Record Commission, 1802, 2 vols, in-folio), est attribuée par erreur à Astle ; John Caley édite le premier travail, et Caley avec Samuel Ayscough (en) le dernier .
Ses livres imprimés, principalement collectés par Morant, sont achetés à ses exécuteurs testamentaires en 1804 pour la somme de 1 000 £, par les fondateurs de la Royal Institution. La collection de manuscrits est léguée par testament au marquis de Buckingham, en signe de considération du testateur pour la famille Grenville, moyennant le paiement d'une somme symbolique de 500 £. Le marquis fait construire une salle par John Soane pour leur réception à Stowe House .
Astle est un gardien efficace et zélé, travaillant sur le stockage et l'indexation . Un catalogue du MSS. dans la bibliothèque Cottonian ... avec un compte rendu des dommages subis par un incendie en 1731 et un catalogue des chartes conservées est publié par Samuel Hooper en 1777, avec une dédicace à Astle. Il n'a aucun lien littéraire avec le Testament du roi Alfred (1788), souvent dit avoir été traduit par lui. Herbert Croft en est l'éditeur ; la traduction et la plupart des notes sont fournies par le Rev. Owen Manning. Outre de nombreuses contributions à Archaeologia entre 1763 et 1802, Astle publiz ce qui suit :
- Le testament du roi Henri VII, Londres, 1775, 4to.
- L'origine et les progrès de l'écriture, aussi bien hiéroglyphique qu'élémentaire, illustrés par des gravures tirées de marbres, de manuscrits et de chartes, anciens et modernes : aussi un compte rendu de l'origine et des progrès de l'impression, Londres, 1784, 4to, avec 31 planches ; la "deuxième édition, avec des ajouts", Londres, 1803, 4to, 31 planches et portrait, contient l'annexe sur les lettres radicales des Pélasges (publiée séparément en 1775)
- An Account of the Seals of the Kings, Royal Boroughs, and Magnates of Scotland, Londres, 1792, folio, 5 planches ; également publié dans Vetusta Monumenta , 1796, iii.

L'œuvre principale d'Astle, The Origin and Progress of Writing, est une contribution à la littérature paléographique anglaise, destinée à être une œuvre diplomatique . Les planches sont gravées par Benjamin Thomas Pouncey. La préparation du texte et des notes de l'édition des Rotuli Parliamentorum ut et petitiones et placita in Parliamento, etc. [1278-1503], Londres, 1767-1777, 6 volumes, in-folio, est entreprise par Morant et John Topham jusqu'à 2e Henry VI, et après cette période par Topham et Astle. Le testament d'Henri VII est reproduit par Astle en 1775 à partir de l'original dans la salle capitulaire de Westminster .